# Temporada 1970-71 de la ABA
La Temporada 1970-71 de la ABA fue la cuarta temporada de la American Basketball Association. Tomaron parte 11 equipos divididos en dos conferencias, disputando una fase regular de 84 partidos cada uno. Los campeones fueron los Utah Stars que derrotaron en las Finales a los Kentucky Colonels.

## Equipos participantes
En esta nueva temporada, los Dallas Chaparrals pasaron a denominarse Texas Chaparrals, en un afán de atraer público de todo el estado. Los Angeles Stars se trasladaría a Salt Lake City convirtiéndose en los Utah Stars, lo cual les trajo fortuna, ya que acabaron ganando el campeonato. Los Miami Floridians se quitaron el nombre de la ciudad de su denominación, quedándose en The Floridians. Los New Orleans Buccaneers se trasladaron a Memphis, pasando a ser los Memphis Pros. Los Pittsburgh Pipers cambiaron su apodo por el de Condors, y finalmente los Washington Caps se trasladaron a Norfolk (Virginia), pasando a llamarse Virginia Squires. Esta es la relación completa de equipos:
- Carolina Cougars
- Denver Rockets
- Indiana Pacers
- Kentucky Colonels
- Memphis Pros
- New York Nets
- Pittsburgh Condors
- Texas Chaparrals
- The Floridians
- Utah Stars
- Virginia Squires

## Clasificaciones finales
| Equipo             | G  | P  | %    | PV |
| ------------------ | -- | -- | ---- | -- |
| Virginia Squires   | 55 | 29 | 65,5 | -  |
| Kentucky Colonels  | 44 | 40 | 52,4 | 11 |
| New York Nets      | 40 | 44 | 47,6 | 15 |
| The Floridians     | 37 | 47 | 44,0 | 18 |
| Pittsburgh Condors | 36 | 48 | 42,9 | 19 |
| Carolina Cougars   | 34 | 50 | 40,5 | 21 |

| Equipo           | G  | P  | %    | PV |
| ---------------- | -- | -- | ---- | -- |
| Indiana Pacers   | 58 | 26 | 69,0 | -  |
| Utah Stars       | 57 | 27 | 67,9 | 1  |
| Memphis Pros     | 41 | 43 | 48,8 | 17 |
| Denver Rockets   | 30 | 54 | 35,7 | 28 |
| Texas Chaparrals | 30 | 54 | 35,7 | 28 |

## Estadísticas
| Categoría                    | Jugador         | Equipo            | Prom. |
| ---------------------------- | --------------- | ----------------- | ----- |
| Puntos por partido           | Dan Issel       | Kentucky Colonels | 29,9  |
| Rebotes por partido          | Mel Daniels     | Indiana Pacers    | 18    |
| Asistencias por partido      | Bill Melchionni | New York Nets     | 8,3   |
| Porcentaje de tiros de campo | Zelmo Beaty     | Utah Stars        | 55,4  |
| Porcentaje de tiros libres   | Mike Butler     | Utah Stars        | 91,1  |
| Porcentaje de tiros de 3     | George Lehmann  | Carolina Cougars  | 40,3  |

## Premios de la ABA
- MVP de la temporada: Mel Daniels, Indiana Pacers
- Rookie del año: Dan Issel, Kentucky Colonels y Charlie Scott, Virginia Squires
- Entrenador del año: Al Bianchi, Virginia Squires
- MVP de los Playoffs: Zelmo Beaty, Utah Stars
- Mejor quinteto de la temporada:
  - Roger Brown, Indiana Pacers
  - Rick Barry, New York Nets
  - Mel Daniels, Indiana Pacers
  - Mack Calvin, The Floridians
  - Charlie Scott, Virginia Squires
- 2º mejor quinteto de temporada:
  - John Brisker, Pittsburgh Condors
  - Joe Caldwell, Carolina Cougars
  - Zelmo Beaty, Utah Stars (empatado)
  - Dan Issel, Kentucky Colonels (empatado)
  - Donnie Freeman, Texas Chaparrals
  - Larry Cannon, Denver Rockets
- Mejor quinteto de rookies:
  - Joe Hamilton, Texas Chaparrals
  - Wendell Ladner, Memphis Pros
  - Dan Issel, Kentucky Colonels
  - Samuel Robinson, The Floridians
  - Charlie Scott, Virginia Squires